# Chet Edwards

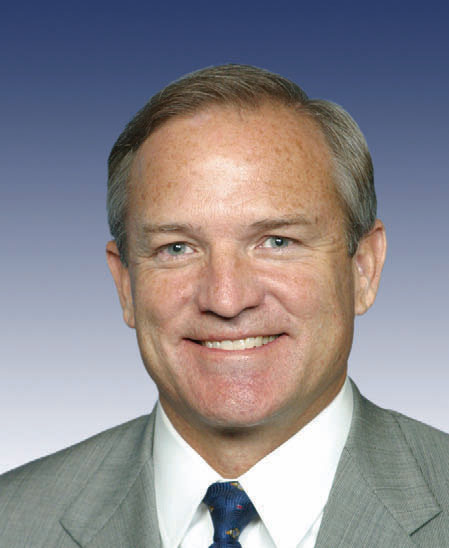
Chet Edwards (2005)

Thomas Chester „Chet“ Edwards (* 24. November 1951 in Corpus Christi, Texas) ist ein US-amerikanischer Politiker der Demokratischen Partei. Er vertrat den Bundesstaat Texas von 1991 bis 2011 im US-Repräsentantenhaus.
Chet Edwards studierte an der Texas A&M University und erwarb dort 1974 seinen Bachelor-Abschluss. 1981 folgte der Master of Business Administration von der Harvard Business School. Beruflich war er zwischen 1974 und 1977 als Assistent des texanischen Kongressabgeordneten Olin E. Teague beschäftigt. Als dieser 1978 nicht mehr kandidierte, bewarb sich Edwards um seine Nachfolge, unterlag aber in der Primary der Demokraten Phil Gramm, der später zu den Republikanern wechselte.
Nachdem er sich in der Folge als Geschäftsmann betätigt hatte, saß Edwards zwischen 1983 und 1990 im Senat von Texas. Im Jahr 1990 wurde er von seiner Partei doch noch für die Kongresswahlen nominiert. Nach mehreren Wahlsiegen gehörte er dem Kongress vom 3. Januar 1991 bis zum 3. Januar 2011 an, wobei er zunächst den elften und ab 2005 dann den 17. Wahlbezirk vertrat. Auch im Jahr 2010 bewarb er sich um die Wiederwahl, unterlag diesmal aber dem Republikaner Bill Flores deutlich mit 37:62 Prozent der Stimmen.